# Drochowycze
Drochowycze (ukr. Дроховичі, Drochowyczi) – wieś na Ukrainie, w obwodzie lwowskim, w rejonie stryjskim (do 2020 roku w rejonie żydaczowskim).

## Historia
Pod koniec XIX wieku wieś należała do powiatu żydaczowskiego w Królestwie Galicji i Lodomerii.